# Alex Paolucci
Alex Paolucci (eigentlich Alessandro Silvano Paolucci) war ein italienischer Filmregisseur und Schauspieler.
In seinem einzigen, 1961 veröffentlichten Film namens Crepuscolo, einem Kriegsfilm, spielt Paolucci, über den weiter nichts bekannt ist, die Hauptrolle und führte Regie. Bereits im Oktober 1959 war der Fotoroman des Filmes erschienen.